# James Backhouse
James Backhouse ( 8 de julio de 1794 – 20 de enero de 1869) fue un botánico y misionero de la Iglesia Cuáquera de Australia.

## Biografía
Backhouse era el cuarto hijo de James y de Mary, una familia de comerciantes, cuáquera, de Darlington, Yorkshire, Inglaterra. Su padre fallece cuando era niño, y su madre lo cría en una atmósfera religiosa. Fue educado en Leeds, y trabaja en un almacén de drogas y productos químicos, pero desarrolla tuberculosis y decide adoptar una vida al aire libre.
Un tío lo ayuda a volcarse en el estudio de la Botánica, y en 1815, con su hermano Thomas, adquieren el negocio de vivero de J. y de G. Telford, en York. En 1822 se casa con Deborah Lowe, y en 1824 será admitido como ministro en la Sociedad Religiosa de los Amigos. En diciembre de 1827, fallece su esposa dejando un varón y una niña. En septiembre de 1831, con George Washington Walker, viajan a Australia en una misión de caridad a los convictos y a los migrantes. Arriban a Hobart en febrero de 1832, y los siguientes seis años lo ocupan en jornadas misionarias por Tasmania, New South Wales, y hasta el lejano norte de Brisbane. Visitan la bahía Port Phillip en 1837, y Australia del Sur y Occidental antes de dejar el país.
Su Narrative of a Visit to the Australian Colonies, de 1843 de Backhouse, cuenta la historia de sus travesías y tiene muchos aspectos sociales de las naciones originarias, de los convictos, sobre las condiciones sociales de la época, y de la Botánica de Australia. Ambos misionarios van luego a Mauricio y a Sudáfrica continuando su tarea de predicar allí donde se runieran algunos para escucharlos. Backhouse tuvo éxito en aprender el idioma neerlandés y así evangelizar en esa lengua. Retorna a Inglaterra arribando a Londres el 15 de febrero de 1841. En A Narrative of a Visit to the Mauritius & South Africa, de 1844, se encuentra su parecer.
Backhouse retoma el vivero, y al fallecer su hermano en 1845, introduce a su hijo James en el negocio. mantendrá para siempre su obra religiosa, viajando y predicando mucho por Inglaterra, Escocia e Irlanda. Además de sus textos ya mencionados, Backhouse escribe y edita A Memoir of Deborah Backhouse (1828), Memoirs of Francis Howgill (1828), Extracts from the Letters of James Backhouse (1838-41), The Life & Correspondence of William and Alice Ellis (1849), A Short Record of the Life and Experiences of Thomas Bulman (1851), y numerosos sermones, y extractos. Con Charles Tylor, escribe The Life and Labours of George Washington Walker (1862). Su hijo, James Backhouse, fue autor de A Handbook of European Birds (1890) y otras publicaciones. Su otro hijo, Robert Backhouse competirá en los eventos deportivos de  arquería en los Juegos Olímpicos de París 1900 y un notable genetista mejorador, obteniendo el primer narciso "rosado".

## Honores

### Eponimia
Género
- (Myrtaceae) Backhousea Kuntze[1]

Especies
- (Asteraceae) Helichrysum backhousei (Hook.f.) F.Muell. ex Benth.[2]

- (Asteraceae) Hieracium backhouseanum (Zahn) Roffey[3]

- (Blandfordiaceae) Blandfordia backhousei Gunn & Lindl.[4]

- (Convolvulaceae) Wilsonia backhousei Hook.f.[5]

- (Cupressaceae) Octoclinis backhousei W.Hill[6]

- (Moraceae) Urostigma backhousei Miq.[7]

- (Rubiaceae) Rogiera backhousei (Hook.f.) Borhidi[8]

- (Rutaceae) Correa backhouseana Paul G.Wilson[9]

- La abreviatura «Backh.» se emplea para indicar a James Backhouse como autoridad en la descripción y clasificación científica de los vegetales.[10]